# Platyrhinidae
De Platyrhinidae of waaierroggen zijn een familie in de orde Torpediniformes. Voorheen werd deze familie soms tot de niet langer erkende orde Rhinobatiformes gerekend, of werd de familie als de onderfamilie Platyrhininae van de familie vioolroggen (Rhinobatidae), in de orde Rajiformes gerekend. De waaierroggen lijken namelijk morfologisch gezien op de vioolroggen, maar zijn genetisch nauwer verwant aan de Torpediniformes.

## Geslachten
- Platyrhina Müller & Henle, 1838[2]
- Platyrhinoidis Garman, 1881[3]